# Festival Orgel PLUS
Das Festival Orgel PLUS ist ein Musikfestival, das seit der Gründung 1989 unter der künstlerischen Leitung des Initiators Gerd-Heinz Stevens steht. Veranstalter ist die Stadt Bottrop. Das Festival wird unter der Schirmherrschaft des Bischofs von Essen in den Kirchen und an anderen Konzertorten in Bottrop durchgeführt. Das jährlich im Januar stattfindende Festival kombiniert die Orgel mit anderen Instrumenten und verschiedenen Kunstformen wie Film, Tanz oder Bildende Kunst. Im Rahmen der Konzerte wurden zahlreiche Werke u. a. von Jürg Baur, Sir Malcolm Arnold, und Harald Genzmer uraufgeführt. Außerdem werden selten aufgeführte Werke für Orgel und Orchester und oratorische Werke im Rahmen von Orgel PLUS zu neuem Leben erweckt.
Neben den Konzerten gibt es Exkursionen, Meisterkurse, Ausstellungen und Veranstaltungen für Kinder.

## Interpreten des Festivals
Organisten
- Wolfgang Baumgratz
- Léon Berben
- Guy Bovet
- Hedwig Bilgram
- Markus Eichenlaub
- Stefan Engels
- Matthias Eisenberg
- Alexander Fiseisky
- Arvid Gast
- Hans Haselböck
- Helmut Kickton
- Bernhard Klapprott
- Ewald Kooiman
- Eberhard Lauer
- Jon Laukvik
- Franz Lehrndorfer
- Ludger Lohmann
- Jacques van Oortmerssen
- Ben van Oosten
- Peter Planyavsky
- Almut Rößler
- Daniel Roth
- Balázs Szabó
- Mareile Schmidt
- Michael Schneider
- Wolfgang Stockmeier
- Jozef Sluys
- Hans-Günther Wauer
- Gerhard Weinberger
- Heinz Wunderlich
- Gerd Zacher